# Лицензия на убийство (концепция)

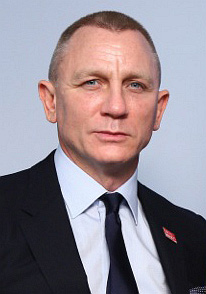
Дэниел Крейг, игравший в фильмах Джеймса Бонда

Лицензия на убийство (англ. licence to kill, в американском английском пишется как license to kill) — литературный приём, используемый в политических и шпионских детективах и в остросюжетных романах. Представляет собой официальное разрешение правительства или органа государственной власти сотруднику спецслужб на принятие решения о физическом уничтожении (убийстве) человека для достижения некоей цели — то есть на использование смертельной силы. Концепция обрела особую известность благодаря романам и фильмам о британском агенте MI6 Джеймсе Бонде, известном также как «агент 007».
В разных странах действуют разные принципы применения смертельной силы, ограниченные законодательными актами, однако они не имеют никакого отношения к литературной концепции «лицензии на убийство». Тем не менее, существуют мнения, что Акт о разведывательных службах 1994 года, принятый в Великобритании, является наиболее близким по сути к концепции «лицензии на убийство», поскольку освобождает от уголовного преследования по британским законам сотрудников разведслужб за любые действия, совершённые за границей.

## Юридическая сторона

### Общие характеристики
Общие принципы применения силы и огнестрельного оружия сотрудниками правоохранительных органов были утверждены VIII Конгрессом ООН по предупреждению преступности и обращению с правонарушителями в 1990 году. С недавних пор одним из предметов обсуждения является вопрос применения огня на поражение сотрудниками частных охранных компаний (в том числе и на море), регламентированный стандартным контрактом на оказание охранных услуг на судне (GUARDCON). Международное право в целом допускает применение летальной силы в качестве защитной меры, но только в крайнем случае, если это предотвращает причинение равного или большего ущерба.
Общепринятые принципы необходимой обороны (самообороны) предполагают, что субъект имеет право на использование разумных мер для защиты себя или третьего лица от внешних угроз при условии, что от второго лица исходила непосредственная угроза и что защитные меры пропорциональны предполагаемой угрозе. Использование огнестрельного оружия самообороны физическим лицом допускается только в исключительных случаях — если жизни угрожает смертельная опасность.

### Великобритания

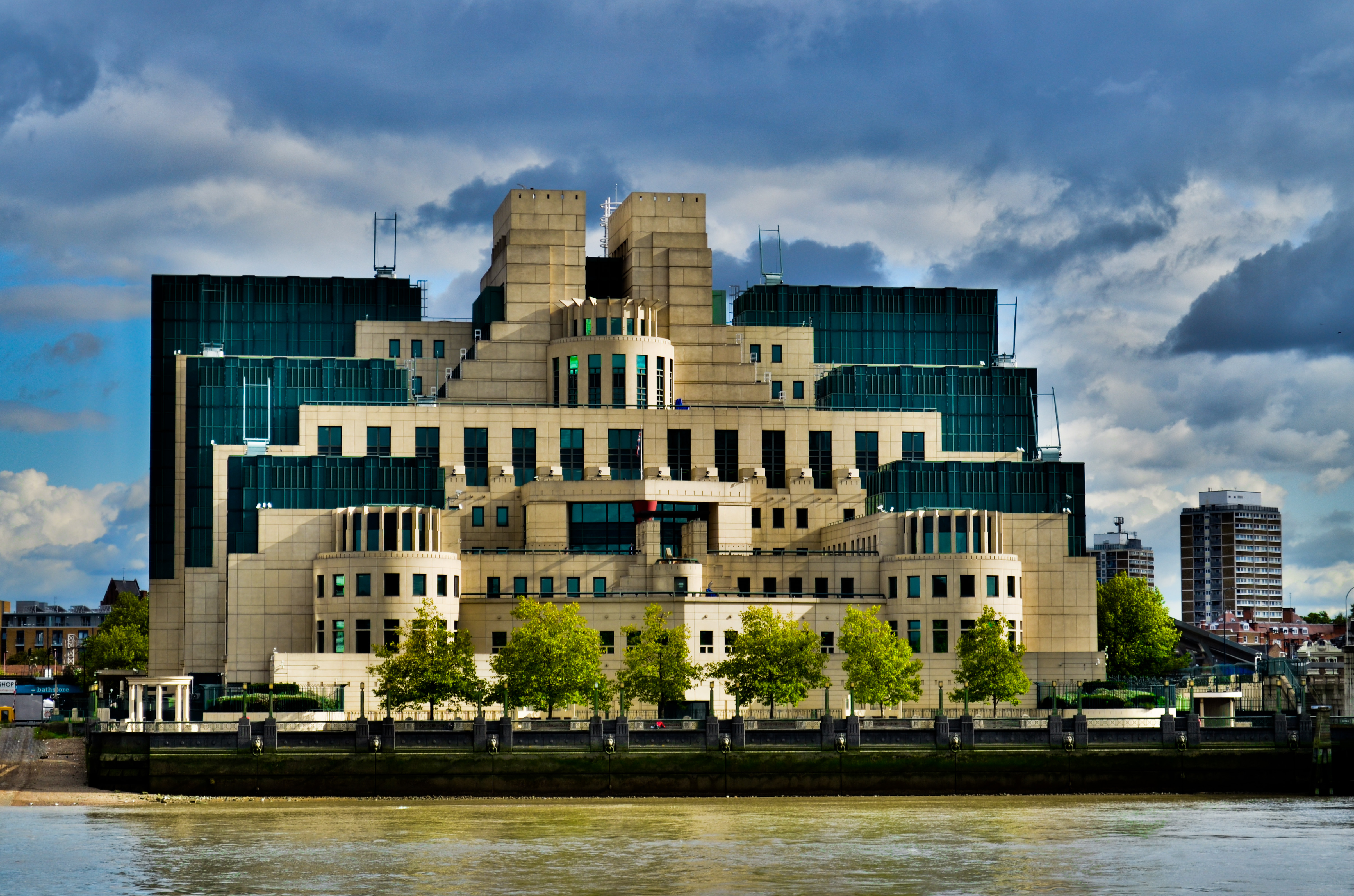
Главное здание MI6

С момента окончания Второй мировой войны несколько смертей, наступивших при не выясненных до конца обстоятельствах, приписывались именно британским спецслужбам — в особенности Секретной разведывательной службе (MI6). Однако ни один из сотрудников MI6 официально не взял на себя ответственность за совершённые преступления и не признал причастность MI6 в организации каких-либо убийств. Утверждается, что в 1960-е годы в MI6 якобы был принят некий внутренний запрет на подготовку к убийствам. В самом британском обществе несколько раз поднимался вопрос о том, имеют ли право сотрудники британских спецслужб на осознанное применение летальной силы: чаще всего этим вопросом задавались во время расследования гибели принцессы Дианы, в смерти которой подозревалась MI6. Служба несколько раз заявляла, что не занимается подобными делами и что подобные полномочия у неё не предусмотрены никаким юридическим актом.
Бывший начальник MI6 Ричард Дирлав, выступая на нескольких судебных заседаниях в ходе расследования смерти принцессы Дианы, отвечал на вопросы суда о возможности применении летальной силы MI6. Так, в пункте 26.22 протокола допроса утверждалось, что за время пребывания Дирлава на посту начальника MI6 (с 1999 по 2004 годы) ему не поступало никаких сообщений о применении оружия сотрудниками MI6 с целью убийства кого-либо. В пункте 21.9 протокола звучал вопрос о законных основаниях применения летального оружия, в ответ на что Дирлав ответил следующее: сотрудники MI6 могли использовать оружие только с целью «нанести повреждения», но не убивать, и действовать они могли только с прямого разрешения министра иностранных дел Великобритании.

Немыслимо, чтобы в обычных обстоятельствах мой дорогой почтенный друг Государственный секретарь или кто-либо из его преемников (или в данном случае предшественников) мог дать разрешение на применение смертельной силы. Никакая иная сила, кроме как причиняющая повреждения (о смертельной силе не может быть и речи), не может быть использована и считаться законной, если на её применение не дано разрешение — согласно Акту 1948 года. Единственная законная сила, которая может быть использована за границей — именно такая, на применение которой даёт добро Государственный секретарь […] Я не хочу исключать допущение, что в подобных обстоятельствах такое может быть, но я могу сказать — убийства не являются элементом политики Правительства Её Величества.
Оригинальный текст (англ.)It is inconceivable that, in ordinary circumstances, my right honourable friend the Secretary of State or any of his successors – or for that matter, predecessors – would authorise the use of lethal force. No force likely to cause injury, far less lethal force, could be used and be lawful unless it was authorised, because of the impact of the 1948 Act. the only lawful force that could be used abroad is that authorised through an authorisation issued by the Secretary of State. [...] I do not want to exclude the ability to do so in those circumstances, but I can say that assassination is no part of the policy of Her Majesty's Government.

В 2006 году один из действовавших сотрудников MI6 на условиях анонимности заявил, что «лицензия на убийство» является мифом и что сотрудники MI6 ставят своей целью сбор и передачу британскому правительству информации, которая позволяет предотвратить возможные теракты. Бывший сотрудник MI6 Мэтью Данн (англ. Matthew Dunn) заявил, что агентам MI6 подобная лицензия вообще не нужна, поскольку сотрудники разведслужб по долгу службы обязаны нарушать законодательство страны-цели, а если агент разоблачён и арестован, то его судьба зависит от властей страны, где он был арестован.
Однако в 2006 году издание Slate сообщило, что в британском законодательстве есть основы для существования подобной концепции — это статья 7 Акта о разведывательных службах 1994 года, о существовании которой в 2012 году также напомнил журналист The Guardian Иан Кобейн. Закон был принят в феврале 1994 года, и в ходе его принятия почти не обсуждалась статья 7, в пункте 1 которой говорилось следующее:

Если, за исключением этого раздела, лицо будет подлежать привлечению к ответственности в Соединённом Королевстве за какие-либо действия, совершённые за пределами Британских островов, его не будут привлекать к ответственности в случае, если действие разрешено совершать на основании разрешения, выданного Государственным секретарем в соответствии с настоящим разделом.
Оригинальный текст (англ.)If, apart from this section, a person would be liable in the United Kingdom for any act done outside the British Islands, he shall not be so liable if the act is one which is authorised to be done by virtue of an authorisation given by the Secretary of State under this section.

Для выдачи разрешения требовалось, чтобы совершаемые сотрудниками MI6 действия были крайне необходимы для надлежащего выполнения задач Секретной разведывательной службы и чтобы все возможные последствия этих действий были признаны рациональными. Эти требования перечислялись в пункте 3, среди которых было и следующее:

Государственный секретарь не должен выдавать разрешение в соответствии с этой статьёй, если он не убеждён, что […] что ничего не будет совершено на основании разрешения за пределами того, что необходимо для надлежащего выполнения функций Разведывательной службы (или GCHQ).
Оригинальный текст (англ.)The Secretary of State shall not give an authorisation under this section unless he is satisfied [...] that nothing will be done in reliance on the authorisation beyond what is necessary for the proper discharge of a function of the Intelligence Service [or GCHQ].

Статью 7 принятого в 1994 году закона можно было трактовать таким образом, что в теории сотрудников MI6 вообще не могли привлечь к уголовной ответственности ни за убийство, ни за дачу взятки, ни за похищение человека, ни за пытки, если все их действия были санкционированы министром иностранных дел. Джастин Шабоу писал для Slate, что глава МИД может таким образом обеспечить иммунитет сотрудникам разведслужб от уголовного преследования в Великобритании. Срок разрешения действовал в течение полугода, хотя разрешение можно было неоднократно продлевать. В то же время это не защищало сотрудников разведслужб от привлечения к уголовной ответственности по законам властей тех стран, на территории которых они занимались разведывательной деятельностью. До 1994 года, когда был принят соответствующий закон, все сотрудники британских спецслужб отвечали перед британским правосудием за совершённые ими за границей преступления — формально по статье 31 Акта об уголовном правосудии 1948 года.
Поводом для принятия этого закона, по мнению того же Кобейна, могли стать решения ряда европейских судов в 1980-е годы, в соответствии с которым британским спецслужбам пришлось рассекретить ряд документов о своей деятельности, формально считавшейся незаконной (в основном это было незаконное наблюдение за людьми и нарушение их тайны переписки и телефонных разговоров). В то же время министр иностранных дел Дуглас Хогг во время обсуждения законопроекта в Палате общин заявил, что с учётом относительно недавних вооружённых конфликтов с участием Великобритании (Фолклендская война и Война в Персидском заливе) могут наступить такие обстоятельства, когда министр иностранных дел подпишет разрешение сотрудникам MI6 на применение «смертельной силы», однако таковыми обстоятельствами могут стать только серьёзные чрезвычайные ситуации или кризисы, наносящие ущерб Великобритании. Вскоре стали звучать призывы найти способ полностью лишить статью 7 юридической силы даже в случае, если министр иностранных дел выдал соответствующее разрешение сотрудникам спецслужб.
В сентябре 2011 года в одном из заброшенных правительственных зданий в Ливии были найдены документы, в которых утверждалось, что британские спецслужбы в 2004 году участвовали в похищении и выдаче Ливии нескольких ливийских оппозиционеров, выступавших против Муаммара Каддафи. Утверждалось, что Каддафи, стремясь развивать отношения с Великобританией и США, отказался от оружия массового поражения Ливии и допустил западные компании к разведке месторождений нефти и газа, в обмен на что британцы способствовали выдаче ему группы его политических противников. После того, как Human Rights Watch опубликовала эти документы, MI6 признала их подлинность, но оговорилась, что действия спецслужб полностью соответствовали утверждённой министром правительственной политике. Кобейн также отметил, что этот британский закон противоречит статье 3 Конвенции о защите прав человека и основных свобод, запрещающей любые пытки.
В Северной Ирландии в отношении ирландских республиканских военизированных организаций (всех, кто ассоциировал себя с Ирландской республиканской армией) действовала так называемая политика стрельбы на поражение (англ. shoot-to-kill policy). В соответствии с этой политикой оперативники британских спецслужб проходили специальную подготовку, обучаясь убивать членов враждебных республиканских движений без суда и следствия — «в тех ситуациях, где убийство не считается оправданным и где можно было нейтрализовать противника с использованием иной тактики». Несмотря на заявления правозащитных организаций о многочисленных внесудебных расправах, британское правительство систематически отвергало факт существования каких-либо документов, узаконивавших подобные действия.

### Израиль
Экс-агент израильской разведывательной службы Моссад и писатель Виктор Островский писал, что внутри Моссада присутствует специальная система, одним из элементов которой является «список приговорённых к смерти» (англ. execution list) — лиц, представляющих наиболее серьёзную угрозу безопасности Израиля (в том числе подозревающихся в организации и исполнении терактов против граждан Израиля). Просьбу включить кого-либо в этот список может направить только директор Моссад и только на имя действующего премьер-министра Израиля. Тот, получив просьбу, перенаправляет её особой юридической комиссии, которая представляет собой военный трибунал из разведчиков, военных и сотрудников министерства юстиции Израиля. О её существовании, согласно Островскому, неизвестно даже Верховному суду Израиля.
Члены юридической комиссии рассматривают дело заочно, без участия самого подсудимого. В каждом таком деле присутствуют сторона обвинения и сторона защиты: на основе приведённых доказательств суд решает, виновен ли подсудимый или нет. В случае признания виновным трибунал должен принять, должны ли израильские спецслужбы арестовать его и вывезти в Израиль, чтобы судить обычным судом, или убить при первой возможности. В случае принятия трибуналом решения о ликвидации премьер-министр должен подписать приказ о смертной казни. Островский также добавлял, что каждый новый премьер-министр Израиля должен был ознакомиться со списком приговорённых к смертной казни и принять решения о том, кто из включённых в список должен быть ликвидирован Моссадом.
По словам Островского, некоторые из премьеров подписывали приказ о смертной казни заранее без каких-либо размышлений, в то время как другие пытались просчитать возможные политические последствия, прежде чем принять решение. Так, после теракта на Олимпиаде в Мюнхене премьер-министр Голда Меир немедленно подписала смертные приговоры в отношении 35 человек из организации «Чёрный сентябрь», причастных к смерти членов олимпийской сборной Израиля.

### Италия
3 августа 2007 года в Италии был принят закон № 124 в рамках реформы спецслужб, в статье 17 которого говорилось следующее о возможности применения летальной силы сотрудниками спецслужб:

1. Без нарушения в отношении положений статьи 51 Уголовного кодекса не привлекаются к ответственности сотрудники спецслужб, действия которых, обычно квалифицируемые как состав преступления, разрешаются законом время от времени как необходимые для выполнения установленных целей таких служб, при условии соблюдения пределов, установленных пунктами 2, 3, 4 и 5 данной статьи, и порядка, установленного статьёй 18.
2. Особое обоснование из пункта 1 не применяется, если поведение, квалифицируемое законом как преступное, сводится к преступлениям, которые создают угрозу или причиняют вред жизни, физической неприкосновенности, личности, личной свободе, моральной свободе, здоровью или безопасности одного или нескольких лиц.
Оригинальный текст (итал.)1. Fermo quanto disposto dall'articolo 51 del codice penale, non è punibile il personale dei servizi di informazione per la sicurezza che ponga in essere condotte previste dalla legge come reato, legittimamente autorizzate di volta in volta in quanto indispensabili alle finalità istituzionali di tali servizi, nel rispetto rigoroso dei limiti di cui ai commi 2, 3, 4 e 5 del presente articolo e delle procedure fissate dall'articolo 18.

2. La speciale causa di giustificazione di cui al comma 1 non si applica se la condotta prevista dalla legge come reato configura delitti diretti a mettere in pericolo o a ledere la vita, l'integrità fisica, la personalità individuale, la libertà personale, la libertà morale, la salute o l'incolumità di una o più persone.

## Примеры в литературе и кино

### Джеймс Бонд
Герой романов Яна Флеминга агент MI6 Джеймс Бонд является одним из наиболее известных примеров агентов спецслужб, использующих эту лицензию — он относится к так называемым агентам 00, обладающим этой лицензией. В романе «Казино „Рояль“» Бонд говорил, что получил лицензию на убийство после участия в операции по ликвидации двух шпионов — японского шифровальщика, взламывавшего британские коды в Нью-Йорке, и норвежского агента спецслужб, подозревавшегося в тайной работе на немцев. Он же сказал, что позывной 00 в британских спецслужбах обозначает, что обладателю этого позывного приходится совершать хладнокровные убийства, чтобы выполнить задания. В романах Флеминга хотя бы по одному разу упоминались пять агентов с индексом 00, а в фильме «Шаровая молния» упомянуто о существовании как минимум 9 агентов с таким индексом. Согласно тем же фильмам, личный номер агента может быть передан другому человеку, а его прежний носитель (если не погибает) завершает активную службу, переходя на штабную должность.
Существуют разные версии того, по какой причине цифры 00 стали ассоциироваться с «лицензией на убийство». Согласно писателю и историку Дэмиена Льюиса, автору книги «Министерство неджентльменских дел», которая была экранизирована Гаем Ричи, у сотрудников Управления специальных операций позывные начинались с цифры «0» — эти сотрудники, прошедшие военную подготовку, имели право использовать оружие для ликвидации своих противников в ходе проводимых операций. В романах и новеллах Яна Флеминга Джеймс Бонд «использовал» свою лицензию 38 или 39 раз, хотя всякий раз он убивал только лиц, которые считались преступниками и террористами с точки зрения британского законодательства. В фильмах главный герой ликвидировал таким образом более 600 человек, однако только в фильме «Лицензия на убийство» эти полномочия становятся источником проблем — пытаясь осуществить месть за своего друга, Бонд уходит из MI6, а его «лицензия» перестаёт быть действующей.

### Другие примеры
В японской медиафраншизе Hatamoto Taikutsu Otoko, включающей 11 повестей и серию художественных фильмов, главным героем является хатамото (самурай в прямом подчинении сёгунату Токугава) Саотомэ Мондоносукэ, известный по прозвищу «Скучающий Хатамото». Его отличительная примета — серпообразный шрам на лбу «шрам на лбу (как знак) высочайшего разрешения» (яп. 天下御免の向こう傷 Тэнкагомэн-но муко:кидзу), который считается своеобразным знаком, позволяющим Саотомэ применять силу и убивать лиц, представляющих угрозу сёгунату. Роль Саотомэ в большинстве фильмов исполнил Утаэмон Итикава.